# رهيز (قرية)
رهيز هي قرية في مقاطعة سميرم، إيران. يقدر عدد سكانها بـ 603 نسمة بحسب إحصاء 2016.